# شورای امنیت ملی (ژاپن)
شورای امنیت ملی ژاپن (国家安全保障会議 Kokka-anzen-hoshō-kaigi) یک نهاد دولتی در ژاپن است که برای هماهنگی سیاست‌های امنیت ملی ژاپن در بین وزارتخانه‌ها و آژانس‌ها تأسیس شده‌است. این شورا توسط نخست‌وزیر شینزو آبه، جایگزین شورای امنیت قبلی شد و از شورای امنیت ملی ایالات متحده آمریکا الگو برداری شده‌است. در راس آن مشاور امنیت ملی کشور، در حال حاضر شوتارو یاچی قرار دارد.

## تاریخچه
شینزو آبه برای نخستین در دوره نخست‌وزیری خود در ۲۰۰۶ تا ۲۰۰۷ تلاش کرد تا شورای امنیت ملی را ایجاد کند، اما پس بر برکناری از سمت خود، تلاش‌ها در ژانویه ۲۰۰۸ متوقف شد. مجلس نمایندگان لایحه ای را جهت تأسیس شورا در ۷ نوامبر ۲۰۱۳ تصویب کرد، و مجلس مشاوران نیز در ۲۷ نوامبر همان سال، این روند را دنبال کرد.
این نهاد مشاور امنیت ملی برای نخست‌وزیر خود را دارد،  و حدود ۶۰ مقام از وزارتخانه‌های امور خارجه و وزارت دفاع کار می‌کنند. شش تیم وجود دارد که مناطق مختلف را اداره می‌کنند، و هر یک از آنها مسئولیت رسمی یک بخش را بر عهده دارند. یکی از وظایف اصلی آن کنفرانس منظم با نخست‌وزیر، دبیر ارشد هیئت دولت و وزرای خارجه و دفاع است. این دفتر خطوط تلفنی با همتایان آمریکایی و انگلیسی خود دارد.
همراه با انتشار اولین استراتژی امنیت ملی ژاپن در دسامبر ۲۰۱۳، شورای امنیت ملی بر سیاست امنیتی ژاپن با نخست‌وزیر تمرکز دارد. شورای امنیت قدیمی با ناکارآمدی‌های اداری و عدم هماهنگی روبرو شد.
این شورا برای اولین بار در ۴ دسامبر ۲۰۱۳ برای بحث در مورد استراتژی امنیت ملی و منطقه شناسایی پدافند هوایی چین تشکیل جلسه داد.